# Philippe Delerm
Philippe Delerm (ur. 27 listopada 1950 w Auvers-sur-Oise) – francuski pisarz.
Pochodzi z nauczycielskiej rodziny. Studiował literaturę w Nanterre, a następnie sam został nauczycielem. W 1975 ożenił się i przeprowadził do Beaumont-le-Roger. Uczył literatury francuskiej w Collège Marie Curie w Bernay. Pierwsze rękopisy wysłał do wydawców w 1976, jednak zostały one przez nich odrzucone. Jego pierwszym znaczącym sukcesem był wydany w 1997 tomik opowiadań składających się z jednej lub dwóch stron, Pierwszy łyk piwa i inne drobne przyjemności. Jego sprzedaż we Francji osiągnęła ponad milion egzemplarzy. W tym samym roku otrzymał nagrodę Prix des libraires za powieść Sunborn ou Les Jours de lumière. W 2007 zrezygnował z pracy nauczyciela, by móc w pełni poświęcić się twórczości literackiej.
Jego synem jest muzyk Vincent Delerm

## Dzieła
- Dickens, barbe à papa et autres nourritures délectables (2005) (wyd.pol. 2006 Dickens, cukrowa wata i inne smakołyki)
- Enregistrements pirates (2004)
- La Première gorgée de bière et autres plaisirs minuscules (1997) (wyd.pol. 2004 Pierwszy łyk piwa i inne drobne przyjemności)
- La Cinquième saison (1983)
- Le Portique
- La Fille du Bouscat (1989)
- Il avait plu tout le dimanche (2000)
- Sortilège au muséum (1996)
- Sunborn ou Les Jours de lumière (1997)
- En pleine lucarne
- La Sieste assassinée (2001) (wyd.pol. 2005 Zamordowana sjesta)
- Les Chemins nous inventent
- Mister Mouse ou La Métaphysique du terrier
- Autumn (1990)
- L’Envol (1995)
- Un Été pour mémoire (2005)
- Panier de fruits
- Le Buveur de temps
- Les Amoureux de l’hôtel de ville
- La Bulle de Tiepolo (2005) (wyd.pol. 2006 Bańka Tiepolo)
- Elle s’appelait Marine (1998)
- Le Bonheur. Tableaux et bavardages
- Le Miroir de ma mère
- C’est bien (2001)
- Rouen
- C’est toujours bien
- À Garonne
- Paris l’instant (2002)
- La tranchée d’Arenberg et autres voluptés sportives (2007)